# 秋山眞緒
秋山 眞緒（あきやま まお、2002年7月29日 - ）は、日本の歌手、アイドル。女性アイドルグループつばきファクトリーのメンバー。
大阪府出身。アップフロントプロモーション所属。

## 略歴
2014年
- 『モーニング娘。'14 ＜黄金(ゴールデン)＞オーディション』に応募するも、落選。

2015年
- 4月27日、小野瑞歩・仲野りおん・梁川奈々美・前田こころ・金津美月・笠原桃奈・岡本帆乃花とともにハロプロ研修生に加入することが発表された。

2016年
- 4月 - 6月、『℃-uteコンサートツアー2016春〜℃ONCERTO〜』に、一岡伶奈・井上ひかる・段原瑠々・堀江葵月・前田こころとともにオープニングアクトとして参加。
- 5月5日、中野サンプラザで開催された『Hello! Project 研修生発表会2016 〜春の公開実力診断テスト〜』にて「ダンス賞」を受賞。
- 8月13日、小野瑞歩・小野田紗栞とともにつばきファクトリーに加入することが発表された。

2017年
- 2月22日、シングル『初恋サンライズ/Just Try!/うるわしのカメリア』でつばきファクトリーとしてメジャーデビュー。

2018年
- 7月25日、上々軍団のシングル『仲間』に新沼希空・岸本ゆめの・小野田紗栞とともにつばきファクトリーから参加。鈴木啓太・新沼・秋山によるユニット「やまとなでしこセミコロン」として「素直になれないサクランボ」を歌唱。

2021年
- 5月27日、Instagramを開設。

2022年
- 8月18日、ヘアサロン「LIPPS」とハロー!プロジェクトとのコラボレーション企画として結成されたスペシャルユニット・L!PP (from Hello! Project Dance Team)のメンバーとして、オリジナル楽曲「Sunset Summer Fever」を配信リリース。

2025年
- 8月23日、西日本出身のハロー!プロジェクトのメンバーによるユニット『ハロプロ西日本』に参加、所属事務所の先輩である杉田二郎の楽曲『戦争を知らない子供たち』のカバーを配信リリース予定。

## 人物
- メンバーカラーはライトレッド。
- 血液型B型。身長158.5 cm[11]。
- 命名の理由は、名前を付けてくれる人がおり、「眞緒」は幸せになれる名だと教わったから[12]。
- 3人兄弟の末っ子で、8歳上の姉と5歳上の兄がいる[13]。
- 好物はステーキとフルーツで、中でもイチゴとぶどうが好き。嫌いな物はピーマン、ナス、椎茸など[14]。
- 特技はダンス。ワッキングを得意とする[15]。
- つばきファクトリーで一番好きな楽曲に「初恋サンライズ」、ハロー!プロジェクト全体では、アンジュルムの「キソクタダシクウツクシク」を挙げている[12]。
- 目標の先輩は佐々木莉佳子（アンジュルム）[12]。

## 作品

### シングル
- 仲間（2018年7月25日、zetima） - 上々軍団のシングル[6]
  - #4 やまとなでしこセミコロン（ケイコロン・キソコロン・マオコロン）[注 1]「素直になれないサクランボ」

## 出演

### テレビ
- ハロプロダンス学園（ダンスチャンネルby エンタメ〜テレ）[16]
  - 無印（シーズン1）（2019年3月21日 - 6月6日）
  - シーズン2（2019年10月17日 - 2020年1月9日）
  - シーズン3（2020年5月21日 - 8月6日）
  - シーズン4（2020年10月15日 - 2021年1月21日）
  - シーズン5（2021年4月15日 - 7月15日）
  - シーズン6（2021年10月21日 - 2022年1月6日）
  - シーズン7（2022年4月21日 - 7月7日）
  - シーズン8（2022年10月20日 - 2023年1月5日）
  - シーズン9（2023年4月20日 - 7月6日）
  - シーズン10（2023年10月19日 - 2024年1月4日）
  - シーズン11（2024年4月18日 - 7月4日）
  - シーズン12（2024年10月17日 - ）

### ラジオ
- 増田紗織とつばきファクトリー岸本ゆめのと秋山眞緒の音バズ（2021年4月1日 - 9月23日、ABCラジオ）[17]
- 西乃風ブラン堂ラジオ（2024年10月20日 - 、MBSラジオ）[18]

### 舞台
- 演劇女子部「遙かなる時空の中で6 外伝 〜黄昏ノ仮面〜」（2019年6月6日 - 23日、サンシャイン劇場 / メルパルクホール）[19] - 片霧秋兵 役

### イベント
- Hello! Project 25周年 モーニング娘。2期 保田圭・矢口真里Presents「2(に)」（2023年5月26日、I'M A SHOW）[20]
- ハロプロダンス学園シーズン12 公開収録イベント2024（2024年10月15日、江戸川区総合文化センター大ホール、1公演）[21]
- 鈴木啓太バースデーイベント2025 ～集え!赤き戦士達～（2025年5月12日、渋谷シダックスカルチャーホール）[22]

## 所属グループ・ユニット
- つばきファクトリー（2016年 - ）
- やまとなでしこセミコロン（2018年）[注 1]
- ハロプロ・オールスターズ（2018年 - 2020年）
- ハロー!プロジェクトダンスチーム→L!PP (from Hello! Project Dance Team)（2021年 - ）
- ハロプロ西日本（2025年 - ）